# 26è Festival Internacional de Cinema de Moscou
El 26è Festival Internacional de Cinema de Moscou es va celebrar entre el 18 i el 27 de juliol de 2004. El Sant Jordi d'Or fou atorgat a la pel·lícula russa Svoi dirigida per Dmitry Meskhiev.

## Jurat
- Alan Parker (Regne Unit – President)
- Jerzy Stuhr (Polònia)
- Boris Akunin (Rússia)
- Armen Medvedev (Rússia)
- Barbara Sukowa (Alemanya)
- Humbert Balsan (França)

## Pel·lícules en competició
Les següents pel·lícules foren seleccionades per la competició:
| Títol original          | Director(s)                       | País de producció      |
| ----------------------- | --------------------------------- | ---------------------- |
| Angulimala              | Sutape Tunnirut                   | Tailàndia              |
| Habiographia Shel Ben   | Dan Wolman                        | Israel                 |
| Yù Guān Yīn             | Ann Hui                           | R.P. de la Xina        |
| Sigade revolutsioon     | Jaak Kilmi, René Reinumägi        | Estònia                |
| Vremya zhatvy           | Marina Razbezhkina                | Rússia                 |
| Detaljer                | Christian Petri                   | Suècia                 |
| A Different Loyalty     | Marek Kanievska                   | Estats Units, Bulgària |
| La piel de la tierra    | Manuel Fernandez                  | Espanya                |
| Olgas Sommer            | Nina Grosse                       | Alemanya               |
| Milli bomba             | Vagif Mustafayev                  | Azerbaidjan, Rússia    |
| Portugal S.A.           | Ruy Guerra                        | Portugal               |
| Papa                    | Vladimir Mashkov, Ilya Rubinstein | Rússia                 |
| Conversaciones con mamá | Santiago Carlos Oves              | Argentina, Espanya     |
| Svoi                    | Dmitriy Meshiev                   | Rússia                 |
| Prima dammi un bacio    | Ambrogio Lo Giudice               | Itàlia                 |
| Kwiyeowo                | Kim Su-hyeon                      | Corea del Sud          |
| Varea anthygieina       | Antonis Papadoupoulos             | Grècia                 |

## Premis
- Sant Jordi d'Or Svoi de Dmitriy Meshiev
- Premi Especial del Jurat: San Jordi de Plata: Sigade revolutsioon de Jaak Kilmi i René Reinumägi
- Sant Jordi de Plata:
  - Millor Director: Dmitriy Meshiev per Svoi
  - Millor Actor: Bohdan Stupka per Svoi
  - Millor Actriu: China Zorrilla per Conversaciones con mamá
- Medalla de Plata per la Millor Pel·lícula de la perspectiva de la competició: The Hotel Venus de Hideta Takahata
- Premi a la carrera: Emir Kusturica
- Premi Stanislavsky: Meryl Streep